# 詹姆斯·弗格森 (天文学家)
|          |               |
| 小行星31 | 1854年9月1日  |
| 小行星50 | 1857年10月4日 |
| 小行星60 | 1860年9月14日 |

詹姆斯·弗格森（英語：James Ferguson，1797年8月31日—1867年9月26日），美国天文学家、工程师。
弗格森曾在美国海军天文台任职，为表彰其贡献，小行星1745以其名字命名。
弗格森还曾参与过伊利运河的建设。